# Shafagh Laghai
Shafagh Laghai (* im Iran) ist eine deutsch-iranische Fernsehjournalistin und arbeitete von 2013 bis 2017 für den Westdeutschen Rundfunk als Korrespondentin im ARD-Studio in Nairobi, Kenia. Ihre Berichte wurden vor allem im Weltspiegel gesendet. Erhöhte Aufmerksamkeit erregte Shafagh Laghai mit einer Reportage über Flüchtlinge in Nordnigeria, die vor Boko Haram geflüchtet sind. In dem Dorf Chibok konnte sie als eine von wenigen Journalisten für die ARD arbeiten. Seit 2018 ist sie bei Monitor angestellt.

## Karriere
Shafagh Laghai ist in Berlin aufgewachsen, wo sie auch Publizistikwissenschaft, Politikwissenschaft und Iranistik studierte. Während des Studiums arbeitete sie als freie Reporterin und Redakteurin für Deutschen Welle TV. Für die Deutsche Welle besuchte sie Afghanistan, Kambodscha und Pakistan.
Als Volontärin beim WDR in Köln startete Shafagh Laghai 2008 ihre Berufskarriere. Danach arbeitet sie zunächst als freie Autorin und später als Redakteurin u. a. in der WDR-Tagesschau-Redaktion, beim ARD-Morgenmagazin und in der Wirtschaftsredaktion des WDR. Seit Januar 2013 war sie Korrespondentin im Studio Nairobi.

### Auszeichnungen
Shafagh Laghai wurde 2017 für den Grimme-Preis in der Kategorie „Journalistische Leistung“ nominiert.
In der Begründung für die Nominierung heißt es:

„Die ARD-Korrespondentin Shafagh Laghai für ihre hervorragend recherchierten, differenzierten und hochaktuellen Reportagen aus medial unterrepräsentierten Regionen in Zentralafrika, die teilweise unter gefährlichen Bedingungen gedreht wurden sowie über das Leben und die Probleme breiter Bevölkerungsgruppen vor dem Hintergrund politischer Entwicklungen eindringlich informieren.“

Als „Journalistin des Jahres“ in der Kategorie „Reporter“ wurde Shafagh Laghai 2016 vom Medium Magazin ausgezeichnet. In der Begründung heißt es: 

„Shafagh Laghai ist ARD-Korrespondentin in Nairobi. So beharrlich und präsent wie sie hat lange keiner Berichte aus Zentralafrika in die Nachrichten- und Reportagesendungen gebracht. Wie sie politische und soziale Zusammenhänge analysiert, ist bestechend. Besonders hervorzuheben in 2015: ihre Reportage aus dem Dorf der von Boko Haram entführten Mädchen. Das gelang keinem ausländischen TV-Reporter zuvor.“

Lobende Erwähnung erhielt sie beim Courage-Preis 2016 des Journalistinnenbundes für den Film Nigerias gestohlene Kinder.